# Montante (construcción)

Una sección de pared típica o bastidor en un entramado de madera con vano

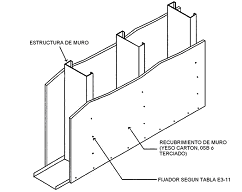
Montante de acero en una pared

En ingeniería, arquitectura, construcción, maquinaria, etc., se designa montante a toda pieza vertical que sin que pueda ser considerada como pilastra o columna sostiene a alguna construcción. En la construcción con paneles, un montante es un miembro estructural repetitivo vertical en la pared de un edificio de sección transversal más pequeña que un poste. Es un elemento fundamental en la construcción de marcos o entramado.
Se aplica no sólo a las piezas verticales que de trecho dan rigidez a las vigas de celosía y a los barrotes gruesos que refuerzan las verjas y balcones, sino también a los largueros verticales que dividen los paneles de un revestimiento de madera o las hojas de las ventanas.
En ingeniería militar, se aplica el mismo nombre a los largueros verticales que componen al bastidor de entibación de una mina.
También es la pieza de madera, piedra, hierro u otro material, que divide a una ventana.
Se llama asimismo montante al hueco o ventana que se deja sobre las puertas para que al estar cerradas pase la luz a las habitaciones o tránsitos que comunican.

## Propósito
Los montantes forman paredes y pueden soportar cargas estructurales verticales o no soportar carga, como en las paredes divisorias, que solo separan espacios. Mantienen en su lugar las ventanas, las puertas, el acabado interior, el revestimiento o revestimiento exterior, el aislamiento y los servicios públicos, y ayudan a dar forma a un edificio. Los montantes van desde la solera a la carrera de la pared. En la construcción moderna, los montantes se anclan a las soleras de tal forma que, mediante el uso de sujetadores, evitan que el edificio se levante de los cimientos debido a un fuerte viento o un terremoto. 

## Propiedades
Los montantes suelen ser delgados, por lo que se necesitan más montantes que en la estructura de postes y vigas. A veces, los montantes son largos, como en algunos tipos de entramado ligero, donde los montantes se extienden dos pisos y soportan un larguero que lleva vigas. Este tipo de entramado el ilegal en construcciones nuevas en muchas jurisdicciones por razones de seguridad contra incendios porque las cavidades abiertas de la pared permiten que el fuego se propague rápidamente, como desde un sótano a un ático; las carreras y plataformas en el entramado con plataforma proporcionan una barrera de fuego pasiva dentro de las paredes y, por lo tanto, los estamentos de seguridad contra incendios las consideran mucho más seguras. Al ser más delgadas y livianas, las técnicas de construcción con palos son más fáciles de cortar y transportar y son más rápidas que la estructura de madera.
En los Estados Unidos y Canadá, los montantes se hacen tradicionalmente de madera, generalmente de 2 × 4 o 2 × 6 por su nombre; sin embargo, estas dimensiones históricas se han reducido pero aún llevan el nombre de "dos por cuatro" y "dos por seis". Las dimensiones típicas del "dos por cuatro" actual son 1,5 x 3,5 pulgadas (38 mm × 89 mm) de madera dimensional antes del lijado y normalmente se colocan a 16 pulgadas (406 mm) del centro del otro, pero a veces también a 12 pulgadas (305 mm). ) o 24 pulgadas (610 mm). La madera debe estar seca cuando se usa, o pueden surgir problemas a medida que los postes se encojan y se tuerzan a medida que se secan. Los montantes de acero están ganando popularidad como una alternativa no combustible, especialmente para muros que no soportan carga, y son necesarios en algunos cortafuegos.
En Nueva Zelanda, el tamaño de madera requerido y el espaciado de los montantes de la pared se determinan utilizando la tabla 8.2 de edificios con estructura de madera de NZS 3604 para muros de carga y la tabla 8.4 para muros que no soportan carga.